# 15 décembre
Pour les articles homonymes, voir Quinze-Décembre.
15 novembre 15 janvier
Chronologies thématiques
- Croisades
- Ferroviaires
- Sports
- Disney
- Anarchisme
- Catholicisme

Abréviations / Voir aussi
- (° 1852) = né en 1852
- († 1885) = mort en 1885
- a.s. = calendrier julien
- n.s. = calendrier grégorien
- Calendrier
- Calendrier perpétuel
- Liste de calendriers
- Naissances du jour

Le 15 décembre est le 349e jour de l'année du calendrier grégorien, 350e lorsqu'elle est bissextile.
Il reste ensuite 16 jours avant la fin de l'année civile.
C'était généralement le 25 frimaire du calendrier républicain ou révolutionnaire français, officiellement dénommé jour du grillon.

## Événements

### VIesiècle
- 533 :
  - promulgation des Pandectes, recueils de lois connus sous leur nom latin de Digeste, ou Code de Justinien.
  - bataille de Tricaméron.

### XIesiècle
- 1055 : Toghrul-Beg s'empare de Bagdad.[réf. nécessaire]

### XVIesiècle
- 1582 : l'année n'a pas en France de 15 décembre. Du fait de l'adoption du calendrier grégorien par ce pays, le lendemain du dimanche 9 décembre y aura été le lundi 20 décembre directement (et le 25 de Noël, aux Pays-Bas espagnols ?).

### XVIIIesiècle
- 1778 : bataille de Sainte-Lucie, deux jours après la sainte Lucie, pendant la guerre d'indépendance des États-Unis.
- 1791 :
  - le roi de Suède Gustave III propose de prendre la tête d'une guerre contre la France.[réf. nécessaire]
  - Le United States Bill of Rights, ou Déclaration des droits des États-Unis, ensemble constitué des dix premiers amendements à la Constitution américaine, entre en vigueur.
- 1796 : lors de l'expédition d'Irlande, une armée de 45 navires, transportant 13 400 hommes, quitte le port militaire de Brest, mais elle est rapidement dispersée par la tempête.
- 1799 : les troupes françaises reprennent Rome, et occupent le royaume de Naples.[réf. nécessaire]

### XIXesiècle
- 1840 : sous la monarchie de Juillet du roi des Français Louis-Philippe, les cendres de Napoléon Bonaparte, transférées depuis l'île atlantique anglaise de Sainte-Hélène, sont déposées aux Invalides à Paris.
- 1848 : l'armée autrichienne envahit la Hongrie.[réf. nécessaire]
- 1899 : victoire boer, à la bataille de Colenso, en Afrique australe.

### XXesiècle
- 1940 : sous l'Occupation et le régime de Vichy, transfert des cendres de Napoléon II aux Invalides, 100 ans jour pour jour après celles de son père.
- 1941 : les Japonais débarquent dans le nord de Bornéo, alors colonie néerlandaise de la future Indonésie (Seconde Guerre mondiale, étendue depuis peu au Pacifique avec les États-Unis en nouveaux belligérants directs).
- 1946 : au Cambodge, le prince Sisowath Youtevong, dirigeant du Parti démocrate et vainqueur de récentes élections, devient Premier ministre.
- 1964 : au Canada, la Chambre des communes adopte le drapeau à la feuille d'érable, pour remplacer celui avec la « Red Ensign » britannique[1].
- 1976 : la loi pour la réforme politique espagnole est approuvée par référendum, impliquant la dissolution du régime franquiste, et ouvrant la voie à une transition démocratique.
- 1989 : adoption du deuxième protocole au pacte international relatif aux droits civils et politiques.
- 1999 : au Venezuela, référendum sur l'adoption d'une nouvelle constitution.

### XXIesiècle
- 2005 : première élection législative démocratique en Irak.
- 2013 : 
  - Michelle Bachelet est élue présidente de la République du Chili.
  - Début de la guerre civile sud-soudanaise.
- 2021 : aux Tonga, Siaosi Sovaleni devient Premier ministre à la suite des élections législatives[2].

## Arts, culture et religion
- 1582 : sur décision du Pape Grégoire XIII, transposée en droit "national", l'année n'a pas en France de 15 décembre. Du fait de l'adoption du calendrier grégorien par ce pays, le lendemain du dimanche 9 décembre y aura été le lundi 20 décembre directement.
- 1930 : dans son ouvrage La Femme visible, Salvador Dalí invente l'« activité paranoïaque-critique[3]. »
- 1947 : publication de Van Gogh le suicidé de la société, d'Antonin Artaud[4].
- 1986 : à Paris, lancement de la chaîne de télévision câblée / par satellite Paris Première.
- 1994 : l'UNESCO inscrit au patrimoine mondial la réserve Tatshenshini Alsek, qui chevauche Colombie-Britannique et Yukon canadiens, et Alaska américain.[réf. nécessaire]
- 2001 : la tour de Pise rouvre au public en Toscane (Italie) après onze années de travaux pour l'empêcher de pencher davantage et faire pencher ses visiteurs (elle se redresserait insensiblement depuis 2016 environ)[5].
- 2018 : Épiphane est élu métropolite de l’Église orthodoxe d'Ukraine.
- 2020 : année Beethoven du fait de son 250e anniversaire de naissance ci-après, le 15, 16 ou 17 décembre (outre une année de Gaulle en France, et une année covid19 internationale).

## Sciences et techniques
- 1582 : l'année n'a pas en France de 15 décembre, entre 9 et directement 20, du même mois (passage au calendrier grégorien).
- 1948 : première mise en fonctionnement de Zoé, première pile atomique française.
- 1965 : premier rendez-vous spatial réussi de l'histoire, entre les capsules habitées Gemini 7 et Gemini 6.
- 1970 : la sonde soviétique Venera 7 largue un module sur la planète Vénus, qui transmet des informations pendant 35 minutes.
- 1996 : Boeing et McDonnell Douglas, géants américains de l'aéronautique, annoncent leur fusion, créant ainsi le plus grand groupe aéronautique et spatial du monde.
- 2000 : fermeture définitive de la centrale nucléaire de Tchernobyl[6].
- 2009 : premier vol du Boeing 787.
- 2016 : le système de positionnement par satellites de l'Union européenne Galileo devient opérationnel.

## Économie et société
- 1582 : l'année n'a pas en France de 15 décembre (cf. ci-avant, et autres dates alentour).
- 1805 : Napoléon signe le décret de création des maisons d'éducation de la Légion d'honneur.
- 1809 : le même divorce de Joséphine de Beauharnais.
- 1960 : le roi des Belges Baudouin Ier épouse Fabiola de Mora y Aragón.
- 1979 : création du premier Trivial Pursuit, sorti au Québec.
- 2014 : prise d'otages à Sydney, en Australie.
- 2019 : l'Olympique lyonnais rend hommage au nouveau retraité du football Bernard Lacombe, en son stade, en présence du Stade rennais FC son adversaire du jour[7].

## Naissances

### Iersiècle
- 37 : Néron (Lucius Domitius Ahenobarbus dit), 5e empereur de Rome de 54 à sa mort († 9 juin 68).

### IIesiècle
- 130 : Lucius Verus (Lucius Aurelius Ceionius Commodus Verus), coempereur romain avec Marc Aurèle, de 161 à sa mort († 169).

### XVIIesiècle
- 1613 : François de La Rochefoucauld, écrivain français († 17 mars 1680).
- 1657 : Michel-Richard Delalande, violoniste, organiste et compositeur français († 18 juin 1726).

### XVIIIesiècle
- 1750 : Nicolas Gilbert, poète français († 16 novembre 1780).
- 1770 (ou 16 voire 17 décembre de son ondoiement ou baptême religieux) : Ludwig van Beethoven, compositeur allemand († 26 mars 1827).
- 1777 : Agostino Aglio, peintre italien († 30 janvier 1857).

### XIXesiècle
- 1802 : János Bolyai, mathématicien hongrois († 27 janvier 1860).
- 1807 : Giuseppe Pecci, cardinal et jésuite italien († 8 février 1890).
- 1821 : Charles d'Abbadie d'Arrast, homme politique français († 23 décembre 1901).
- 1825 :
  - Henri-Frédéric Iselin, sculpteur français († 30 mars 1905).
  - Paul Bernard Labrosse-Luuyt, ingénieur français († 23 novembre 1887).
- 1832 : Gustave Eiffel, ingénieur et industriel français († 27 décembre 1923).
- 1852 : Henri Becquerel, physicien français, prix Nobel de physique en 1903 († 25 août 1908).
- 1859 : Louis-Lazare Zamenhof, médecin et linguiste polonais initiateur de l'espéranto († 14 avril 1917).
- 1867 : Giuseppe Lauricella, mathématicien sicilien († 9 janvier 1913).
- 1873 : Abdeljelil Zaouche (عبد الجليل الزّاوش), homme politique et homme d'affaires tunisien († 3 janvier 1947).
- 1883 : Mikołaj Osada, procureur et député polonais († 21 mai 1949).
- 1888 : James Maxwell Anderson, auteur dramatique américain († 28 février 1959).
- 1890 : Federico Callori di Vignale, cardinal italien de la Curie romaine († 10 août 1971).
- 1891 : Martial Gueroult, philosophe et historien de la philosophie français († 13 août 1976).
- 1892 : Jean Paul Getty, industriel américain († 6 juin 1976).
- 1899 : Harold Abrahams, athlète britannique, spécialiste du sprint († 14 janvier 1978).

### XXesiècle
- 1901 :
  - Georges Cogniot, écrivain, philosophe et homme politique français († 12 mars 1978).
  - Charles Lecocq, poète belge († 15 mai 1922).
  - Wolfgang Müller, officier allemand († 6 janvier 1986).
- 1902 :
  - Michel Bouts, écrivain et pédagogue français († 27 décembre 1993).
  - Robert Fiske Bradford, homme politique américain († 18 mars 1983).
  - Alphonse Couturier, homme politique québécois († 11 août 1995).
- 1903 :
  - Bernardus Petrus « Bernard » Leene, coureur cycliste néerlandais († 24 novembre 1988).
  - Youli Raizman (Юлий Яковлевич Райзман), réalisateur soviétique († 11 décembre 1994).
  - Nakaji Yasui (安井 仲治), photographe japonais († 15 mars 1942).
- 1904 :
  - Benjamin Baruch « Benny » Bass, boxeur américain († 24 juin 1975).
  - Herbert Blankenhorn, homme politique allemand († 10 août 1991).
  - Guy Lévis Mano, poète, traducteur et typographe français († 25 juillet 1980).
  - Édouard Rieunaud, homme politique et chef d'entreprise français († 3 mars 1982).
  - Henry Russell, athlète américain († 9 novembre 1986).
  - Helen Meany, plongeuse américaine championne olympique en 1928 († 21 juillet 1991).
- 1905 :
  - Ferenc Farkas, compositeur hongrois († 10 octobre 2000).
  - Rellys (Henri Marius Roger Bourelly dit), acteur français († 20 juillet 1991).
- 1906 :
  - Edmond Debeaumarché, résistant français, compagnon de la Libération († 28 mars 1959).
  - Joseph MacDonald, directeur de la photographie américain († 26 mai 1968).
- 1907 :
  - Marcel Dehaye, romancier et éditeur de bandes dessinées belge († 1990).
  - Gordon Douglas, réalisateur, acteur, scénariste et producteur américain († 29 septembre 1993).
  - Esko Järvinen, sauteur à ski finlandais († 7 mars 1976).
  - Oscar Niemeyer, architecte brésilien († 5 décembre 2012).
  - Dom Robert (Guy de Chaunac-Lanzac dit), moine bénédictin († 10 mai 1997).
- 1908 :
  - Alton Delmore, musicien américain († 8 juin 1964).
  - Ray Hogan, écrivain américain, auteur de romans westerns († 14 juillet 1998).
  - William Lemit, compositeur, pédagogue et musicologue († 21 août 1966).
  - Demetrio Neyra, footballeur international péruvien († 27 septembre 1957).
  - Attila Sallustro, footballeur et entraîneur paraguayen († 28 mai 1983).
  - Kenneth Younger, homme politique britannique († 19 mai 1976).
- 1909 :
  - Pierre Depoid, statisticien français († 23 janvier 1968).
  - John Glassco, poète, écrivain et traducteur canadien († 29 janvier 1981).
  - Jack Gwillim, acteur anglais († 2 juillet 2001).
  - Hermann Haller, monteur, réalisateur et scénariste suisse († 21 juin 1985).
  - Christian Masson, homme politique français († 13 juin 2003).
  - James Smith, skipper américain († 24 novembre 1982).
- 1910 :
  - Louis Bourdonnec, résistant français et breton, chef de section des FFI († 16 août 1944).
  - Allan La Fontaine, joueur français de football australien († 14 décembre 1999).
  - John Hammond, producteur de musique, musicien et critique américain († 10 juillet 1987).
  - Louis Hardiquest, coureur cycliste belge († 20 janvier 1991).
  - Augustin Le Maresquier, historien régional français († 6 décembre 1972).
  - Robert Seguy, instituteur syndicaliste français († 4 janvier 2011).
- 1911 :
  - Jacques Chevallier, homme politique franco-algérien († 15 avril 1971).
  - Stanley Newcomb « Stan » Kenton, chef d’orchestre, compositeur et pianiste de jazz américain († 25 août 1979).
  - Alfred Malleret-Joinville, homme politique français († 20 février 1960).
  - René Ríos Boettiger, auteur de bande dessinée chilien († 14 juillet 2000).
  - Michael Ross, acteur américain († 10 septembre 1993).
  - Wilhelm Schüchter, chef d'orchestre allemand († 27 mai 1974).
- 1912 :
  - Ray Eames, artiste, designer, architecte et réalisatrice de cinéma américaine († 21 août 1988).
  - Henry Fournier-Foch, militaire français († 16 janvier 2006).
  - Ettore Giannini, scénariste et metteur en scène de théâtre italien († 15 novembre 1990).
  - Reuben Goodstein, mathématicien britannique († 8 mars 1985).
  - Rachid Nejmetdinov (Рашид Гибятович Нежметдинов), joueur d'échecs tatar († 3 juin 1974).
  - Gérard Vée, homme politique français († 11 janvier 1986).
- 1913 :
  - Roger Gaudry, chimiste et gestionnaire québécois († 7 octobre 2001).
  - Boubacar Guèye, homme politique sénégalais († 22 novembre 1989).
  - Masayoshi Itō (伊東 正義), homme politique japonais Premier ministre en 1980 († 20 mai 1994).
  - Prudent Joye, athlète français († 1er novembre 1980).
- 1914 :
  - Anatole Abragam, physicien français († 8 juin 2011).
  - Maurice Cattin-Bazin, homme politique français († 20 mars 2007).
  - Reginald Leafe, arbitre anglais de football († 2001).
- 1915 :
  - Arthur Morris « Art » Jackson, joueur professionnel de hockey sur glace canadien († 15 mai 1971).
  - Chung Li-ho (鍾理和), écrivain taïwanais († 4 août 1960).
  - Charles F. Wheeler, directeur de la photographie américain († 28 octobre 2004).
- 1918 :
  - Jeff Chandler (Ira Grossel dit), acteur américain († 17 juin 1961).
  - Chihiro Iwasaki (いわさき ちひろ), illustratrice japonaise († 8 août 1974).
- 1919 :
  - François Chalais, journaliste, grand reporter, interviewer, et chroniqueur de cinéma français († 1er mai 1996).
  - Max Yasgur, fermier américain propriétaire partiel des terrains de Bethel (du festival dit de Woodstock († 9 février 1973).
- 1920 : Kurt Schaffenberger, dessinateur américain († 24 janvier 2002).
- 1921 : 
  - Alan Freed, disc-jockey américain, créateur du terme rock 'n' roll en 1951 († 20 janvier 1965).
  - Jacques Lecoq, comédien, metteur en scène, chorégraphe et pédagogue français († 19 janvier 1999).
- 1923 : Pierre Cossette, producteur de télévision canadien († 11 septembre 2009).
- 1924 : Esther Bejarano (née Esther Loewy), musicienne allemande, l'une des dernières survivantes de l'orchestre des femmes d'Auschwitz († 10 juillet 2021).
- 1926 : 
  - Josep Maria Castellet, écrivain, critique littéraire et éditeur espagnol († 9 janvier 2014).
  - Emmanuel Wamala, cardinal catholique ougandais archevêque de Kampala.
- 1928 : Friedensreich Hundertwasser, artiste, peintre, penseur et architecte autrichien († 19 février 2000).
- 1930 : Edmond Tober, musicien batteur français de jazz († 30 novembre 2020).
- 1932 : Ernest Cabo, évêque catholique français de Basse-Terre († 28 novembre 2019).
- 1933 : Thomas Daniel « Tim » Conway, acteur et scénariste américain († 14 mai 2019).
- 1934 : 
  - Stanislaw Chouchkievitch, physicien nucléaire et premier président de la Biélorussie indépendante († 3 mai 2022).
  - Claude Dubois, illustrateur et scénariste de bande-dessinée français lorrain.
- 1936 : Joe D'Amato, réalisateur, directeur de la photo, cadreur et scénariste italien († 23 janvier 1999).
- 1939 : Umaru Mutallab, homme d'affaires nigérian.
- 1940 :
  - Nicholas Anthony « Nick » Buoniconti, joueur américain de football américain († 30 juillet 2019).
  - Efraín Girón, matador vénézuélien († 22 juillet 2011).
- 1942 : David de Rothschild, banquier français.
- 1943 : Mihály Hesz, kayakiste hongrois champion olympique.
- 1944 : Michel Fuzellier, illustrateur et réalisateur de dessins animés français.
- 1946 :
  - Carmine Appice, batteur américain du groupe Vanilla Fudge.
  - Steve Fiset, chanteur québécois († 7 novembre 2015).
  - Jean-Michel Ribes, auteur, metteur en scène et réalisateur français.
- 1947 : 
  - Jane Evelyn Atwood, photographe franco-britto-américaine.
  - Guy Le Meaux, peintre français.
- 1948
  - Melanie Chartoff, actrice américaine.
  - Pascal Bruckner, philosophe, romancier et essayiste français.
- 1949 :
  - Donnie Wayne « Don » Johnson, acteur et chanteur américain.
  - Denise Leblanc-Bantey, femme politique québécoise († 8 février 1999).
  - Serhiy Novikov, judoka soviétique champion olympique († 16 avril 2021).
- 1950 : Olivier Pastré, économiste, enseignant, président de banque d'affaires, consultant et chroniqueur français de radio et télévision.
- 1953 : Eswarapatham Saravanapavan, éditeur de presse et homme politique tamoul srilankais.
- 1955 : Paul Simonon, musicien et peintre anglais, bassiste du groupe The Clash.
- 1957 :
  - Normand Baron, hockeyeur professionnel canadien.
  - Mario Marois, hockeyeur québécois.
- 1958 : Alfredo Ormando, écrivain italien († 23 janvier 1998).
- 1962 : 
  - Gianluca Farina, rameur d'aviron italien champion olympique.
  - Jean-Yves Thériault, musicien québécois du groupe Voivod.
- 1963 : Helen Slater, actrice et chanteuse américaine.
- 1964 : Christophe Carrière, journaliste et écrivain français.
- 1966 : Katja von Garnier, réalisatrice allemande.
- 1967 : Maurice Samuel « Mo » Vaughn, joueur de baseball américain.
- 1969 : Chantal Petitclerc, athlète paralympique québécoise.
- 1970 : Michael Shanks, acteur canadien.
- 1971 : Kamel Ouali, chorégraphe français.
- 1972 :
  - Fusco (João Carlos Proença Filipe dit), footballeur portugais.
  - Lee Jung-jae, acteur sud-coréen.
- 1973 : Surya Bonaly, patineuse sur glace française.
- 1975 : Thierry Loder, cycliste sur route français.
- 1977 : 
  - Rohff (Housni Mkouboi dit), rappeur français.
  - Catherine Fox, nageuse américaine championne olympique.
  - Gong Zhichao, joueuse de badminton chinoise championne olympique.
- 1978 : 
  - Henrieta Nagyová, joueuse de tennis slovaque.
  - Alekseï Svirine, rameur d'aviron russe, champion olympique.
- 1979 :
  - Adam Brody, acteur et chanteur américain.
  - Nomy, musicien suédois.
- 1980 :
  - Élodie Gossuin, miss France et miss Europe 2001, mannequin, styliste, femme politique et animatrice française.
  - Alexandra Stevenson, joueuse de tennis américaine.
- 1981 :
  - Najoua Belyzel (Najoua Mazouri dite), chanteuse française.
  - Michelle Dockery, actrice anglaise.
  - Thomas Herrion, joueur américain de football américain († 20 août 2005).
  - Paolo Lorenzi, joueur de tennis italien.
- 1983 :
  - Jérôme Dekeyser, hockeyeur sur gazon belge.
  - Julien Lesieu, basketteur français.
  - Flora Manciet, nageuse française en sauvetage sportif.
- 1984 :
  - Véronique Mang, athlète de sprint française.
  - Kyle Wilson, hockeyeur professionnel canadien.
- 1986 :
  - Michael Blunden, hockeyeur professionnel canadien.
  - Keylor Navas, footballeur costaricien.
- 1987 : Vincent Duport, joueur de rugby à XIII français.
- 1988 :
  - Floyd Ayité, footballeur franco-togolais.
  - Erik Gustafsson, hockeyeur professionnel suédois.
  - Steven Nzonzi, footballeur français champion du monde en 2018.
- 1989 :
  - Héléna Ciak, basketteuse française.
  - Lamine Sambe, basketteur français.
- 1997 :
  - Momoka Itō (伊藤 萌々香), chanteuse japonaise.
  - Eric Lu, pianiste américain.
  - Stefania Owen, actrice américaine.

### XXIesiècle
- 2002 : 
  - Azumah Bugre, footballeuse ghanéenne.
  - Rabab Ouhadi, taekwondoïste marocaine.

## Décès

### XIesiècle
- 1025 : Basile II (Βασίλειος Β΄), empereur byzantin de 960 à 1025 (° 958).

### XVIIesiècle
- 1621 : Charles de Luynes, favori, principal ministre, garde des sceaux et connétable du roi de France Louis XIII jeune (° 5 août 1578).
- 1647 : Isaac de Castro Tartas, marrane, brûlé vif à Lisbonne (° 1623).
- 1651 : Virginie Centurione Bracelli, sainte catholique italienne, fondatrice de deux congrégations religieuses (° 2 avril 1587).
- 1664 : Dietrich Reinkingk, constitutionnaliste et homme politique allemand (° 10 mars 1590).
- 1675 : Johannes Vermeer, peintre néerlandais (° 31 octobre 1632).
- 1683 : Izaac Walton, écrivain anglais (° 9 août 1593).
- 1686 : Daniel Gittard, architecte français (° 14 mars 1625).

### XVIIIesiècle
- 1775 : Princesse Tarakanova, prétendante au trône russe en 1774.

### XIXesiècle
- 1821 : Ambroise-François Germain, orfèvre, mathématicien et homme politique français (° 20 janvier 1726).
- 1855 : Charles Sturm, mathématicien français (° 29 septembre 1803).
- 1859 : Valentin Zwierkowski, officier polonais (° 20 février 1788).
- 1890 : Sitting Bull (Tȟatȟaŋka Iyotȟaŋka dit Taureau siégeant ou), chef sioux (° vers 1831).

### XXesiècle
- 1909 : Francisco Tárrega, guitariste espagnol (° 21 novembre 1852).
- 1917 : Thérèse Guasch y Toda, religieuse espagnole fondatrice des Carmélites Thérèsiennes de saint Joseph (° 28 mai 1848).
- 1938 : Valéry Tchkalov (Валерий Павлович Чкалов), aviateur soviétique (° 2 février 1904).
- 1943 : Thomas Wright « Fats » Waller, musicien américain (° 21 mai 1904).
- 1944 : Glenn Miller, musicien américain (° 1er mars 1904).
- 1949 : Alice Bailey, écrivaine britannique (° 16 juin 1880).
- 1954 : Liberty Hyde Bailey, botaniste américain (° 15 mars 1858).
- 1955 : Horace McCoy, écrivain et scénariste américain (° 14 avril 1897).
- 1958 : Wolfgang Pauli, physicien autrichien, prix Nobel de physique en 1945 (° 25 avril 1900).
- 1960 : Véra Clouzot (Vera Gibson Amado dite), actrice française d'origine brésilienne (° 30 décembre 1913)
- 1962 : 
  - Adila Fachiri, violoniste hongroise (° 26 février 1886).
  - Charles Laughton, comédien et réalisateur américain d'origine britannique (° 1er juillet 1899).
- 1966 : Walter Elias « Walt » Disney, producteur et créateur de dessins animés américain (° 5 décembre 1901).
- 1968 :
  - Antonio Barrette, homme politique québécois (° 26 mai 1899).
  - Jess Willard, boxeur américain (° 29 décembre 1881).
- 1970 : 
  - Valérian Bernard Freyberg, 3e baron Freyberg, pair et homme politique britannique.
  - Stanislas-André Steeman, auteur et illustrateur belge (° 23 janvier 1908).
- 1974 : Anatole Litvak, réalisateur, producteur et scénariste américain d’origine ukrainienne (° 21 mai 1902).
- 1976 : Grégoire Kayibanda, homme politique rwandais, président du Rwanda de 1961 à 1973 (° 1er mai 1924).
- 1980 : Lélia Constance Băjenesco, première femme radioamatrice de Roumanie (° 21 mai 1908).
- 1982 : Yolande Laffon, comédienne française, veuve de Pierre Brisson (° 24 août 1895).
- 1984 : Jan Peerce (Jacob Pincus Perelmuth dit), ténor américain (° 3 juin 1904).
- 1985 : Seewoosagur Ramgoolam, homme politique Premier ministre puis gouverneur général de l'île Maurice (° 18 septembre 1900).
- 1986 : Serge Lifar (Сергей Михайлович Лифарь), danseur, chorégraphe et pédagogue russe (° 2 avril 1905).
- 1987 (lors de la journée de l'espéranto) : Ivo Lapenna, espérantiste yougoslave, président de l'Association universelle d'espéranto (° 5 novembre 1909).
- 1989 : 
  - Arnold Moss, acteur américain (° 28 janvier 1910).
  - José Gonzalo Rodríguez Gacha dit le Mexicain, narcotraficant colombien numéro deux du cartel de Medellín (° 14 mai 1947).
- 1991 : Vassili Grigorievitch Zaïtsev (Василий Григорьевич Зайцев), tireur d'élite soviétique (° 23 mars 1915).
- 1996 :
  - Harry Kemelman, auteur de romans policiers américain (° 24 novembre 1908).
  - Laurens van der Post, écrivain britannique (° 13 décembre 1906)
- 1999 : Guglielmo Gattiani, prêtre capucin italien « serviteur de Dieu » (° 11 novembre 1914).
- 2000 : Jacques Goddet, journaliste et sportif français fondateur du journal L'Équipe et directeur du Tour de France cycliste (° 21 juin 1905).

### XXIesiècle
- 2001 : Rufus Thomas, chanteur américain (° 26 mars 1917).
- 2003 : Keith Magnuson, défenseur de hockey sur glace canadien (° 27 avril 1947).
- 2004 : René Cleitman, producteur français (° 22 mai 1940).
- 2005 : Julián Marías Aguilera, philosophe, sociologue et essayiste espagnol (° 17 juin 1914).
- 2006 :
  - Jaak Merchez, footballeur puis entraîneur belge (° 7 mars 1933).
  - Stanford Jay Shaw, historien américain (° 5 mai 1930).
  - Gianclaudio Giuseppe « Clay » Regazzoni, pilote automobile suisse (° 5 septembre 1939).
- 2007 :
  - Jean Bottéro, historien assyriologue français (° 30 août 1914).
  - Julia Carson, femme politique américaine (° 8 juillet 1938).
  - André Jorrand, compositeur et organiste français (° 27 novembre 1921).
  - Diane Middlebrook, professeure d'études féministes, poétesse et biographe américaine (° 16 avril 1939).
- 2008 :
  - León Febres-Cordero, homme d'État équatorien (° 9 mars 1931).
  - Davey Graham, guitariste britannique (° 22 novembre 1940).
- 2009 : Jacques Friedmann, homme d'affaires français (° 15 octobre 1932).
- 2010 :
  - Blake Edwards (William Blake Crump dit), réalisateur, scénariste et producteur américain (° 26 juillet 1922).
  - Robert William Andrew « Bob » Feller, joueur de baseball américain (° 3 novembre 1918).
  - Jean Rollin, réalisateur, scénariste et producteur français (° 3 novembre 1938).
- 2013 : Joan Fontaine (Joan de Beauvoir de Havilland dite), actrice britannique naturalisée américaine (° 22 octobre 1917).
- 2014 : Boty Lou Rosalie, présidente du conseil d’administration du marché de la coopérative de commercialisation de produits vivriers de Cocody (° 1959).
- 2017 : Darlanne Fluegel, actrice américaine (° 25 novembre 1953).
- 2018 : Milunka Lazarević, joueuse d'échecs et journaliste serbe (° 1er décembre 1932).
- 2020 : Caroline Cellier (Monique Cellier dite), actrice française de théâtre, de cinéma et de télévision, compagne, épouse puis veuve de Jean Poiret (° 7 août 1945).
- 2021 : Marcel Meys, supercentenaire et avant-dernier doyen masculin connu des Français, avant André Boite lui-même décédé depuis (° 12 juillet 1909).
- 2022 : Veronica Linklater, femme politique britannique (° 15 avril 1943).
- 2023 : Guy Marchand, acteur et chanteur français (° 22 mai 1937).

## Célébrations

### Internationale

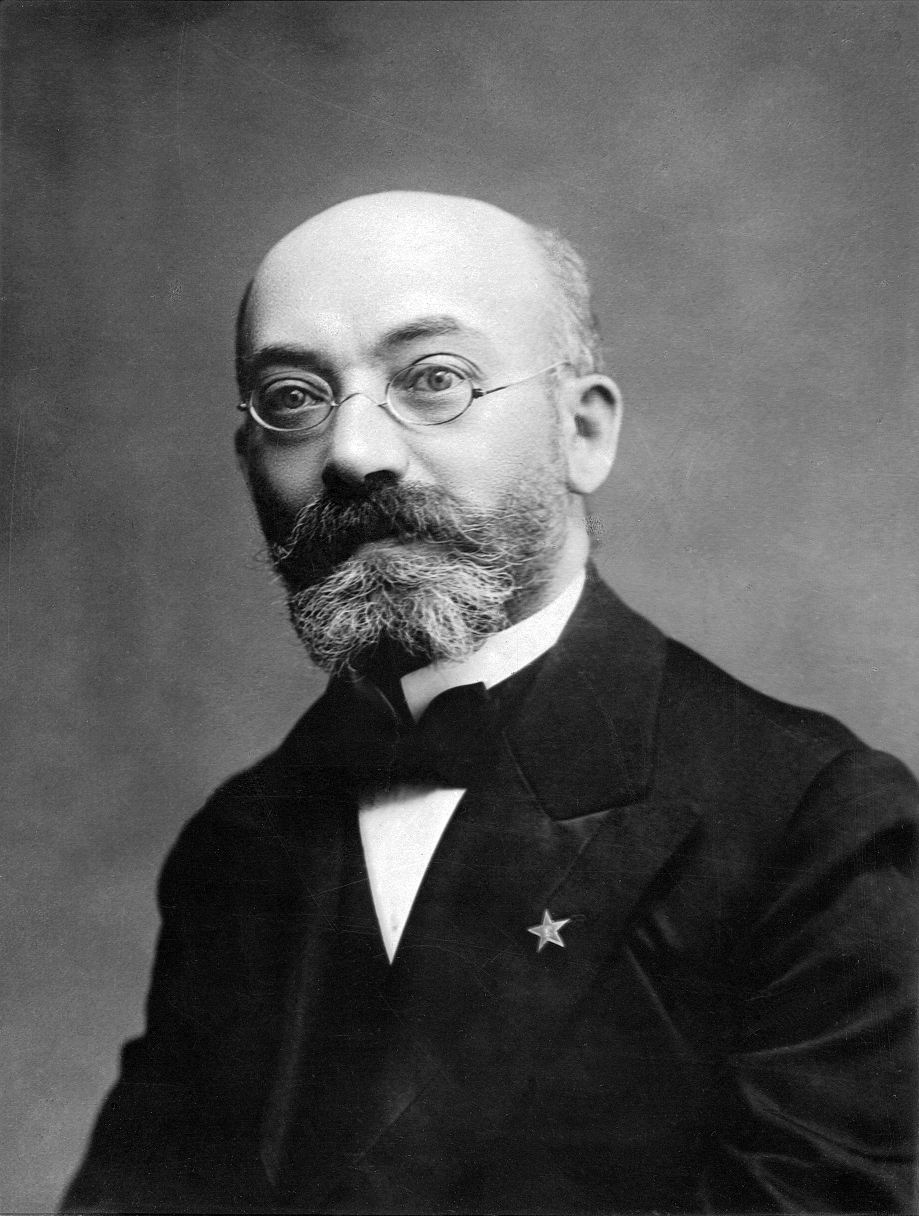
L.-L. Zamenhof en 1908.

- Zamenhofa Tago ou journée universelle de l'espéranto ou de Zamenhof pour la date anniversaire de naissance de Louis-Lazare Zamenhof (en photographie ci-contre) à l’origine de la langue.

### Nationales
- Antilles néerlandaises, Aruba, Curaçao, Saint-Martin, Pays-Bas : Koninkrijksdag (« fête du Royaume »), commémorant la signature de la Charte du royaume des Pays-Bas en 1954.
- Aurigny (îles Anglo-Normandes du Royaume-Uni) : Homecoming Day célébrant le premier retour des habitants de l’île en 1945, après une évacuation massive de juin 1940 en même temps que l'exode en France et Normandie voisines (et cousine)[8].
- Bretagne (France) : Santig Du, ou Santik Du, petit "saint noir" (du = noir ; novembre, en langue bretonne celte), en référence à "Yann Divoutou" ("Jean Discalceat" / "le déchaux", en breton celtique et latin), ou "Yann Diarc'hen" ("Jean sans sabots", en breton encore), un franciscain breton considéré comme saint par la tradition populaire (° v. 1279 - 15 a viz kerzu / décembre 1349).
- États-Unis : Bill of Rights Day / « jour de la Déclaration des droits » commémorant la ratification en 1791 des 10 premiers amendements à la Constitution des États-Unis[9].

### Religieuses
- Fêtes religieuses romaines : à partir du VIIIe siècle av. J.-C., ce 15 december comme le 21 sextilis (futur août), Consualia en l'honneur du dieu Consus parfois identifié à Neptune, l'équivalent romain du Poséidon grec dieu de la mer.

### Saints des Églises chrétiennes

#### Catholiques et orthodoxes
Saints du jour, :
- Adalbéron II de Metz (958 - 1005) — ou « Adalbéron Ier de Verdun », ou « Aldabéron d'Ardennes » —, bienheureux évêque.
- Bacchus († vers 790), martyr.
- Eleuthère d'Illyrie (IIe siècle), évêque.
- Étienne de Souroge (ru) († 787), archevêque en Crimée.
- Mesmin l'Ancien VIe siècle, abbé près d'Orléans.
- Paul le Nouveau († 955), moine.
- Sanducht (Ier siècle), martyre.
- Suzanne (Ier siècle), disciple.
- Suzanne de Palestine (IVe siècle), moniale.
- Urbice († v. 805), Moine.
- Valérien d'Avensa († 457), évêque.

#### Saints ou bienheureux catholiques
Saints ou béatifiés :
- Charles Steeb († 1856), bienheureux prêtre allemand fondateur de congrégation.
- János Brenner († 1957), bienheureux prêtre hongrois.
- Jean le Déchaussé († 1349), franciscain français.
- Jozefa Bojanc († 1941), bienheureuse religieuse bosniaque morte martyre.
- Jozefa Fabjan († 1941), bienheureuse religieuse bosniaque morte martyre.
- Karoline Anna Leidenix († 1941), bienheureuse religieuse bosniaque morte martyre.
- Kata Ivanisevic († 1941), bienheureuse religieuse bosniaque morte martyre.
- Marie-Crucifiée de Rosa († 1855), religieuse italienne fondatrice de congrégration.
- Marin († 1170), bienheureux moine bénédictin italien.
- Terezija Banja († 1941), bienheureuse religieuse bosniaque morte martyre.
- Victoire Fornari († 1617), bienheureuse religieuse italienne fondatrice de congrégation.
- Virginie Centurione Bracelli († 1651), religieuse italienne fondatrice de congrégation.

#### Saint orthodoxe
- Arsène le Catholicos (XIe siècle)[11], (aux dates éventuellement différentes dans les calendriers julien ou orientaux).
- Tryphon de Kolsk († 1587), Ermite.

### Prénoms du jour
Bonne fête aux Virginie et ses variantes les plus courantes : Virginia, Ginger, Gigi(e), Ninie voire Nina, au féminin (fête plus connue les 7 janvier) ; Virginian, Virginien, Virginijus, Virgin au masculin.
Et aussi aux :
- Christiane, C(h)risti(a)na et leurs diminutifs : Nina, Nine, Nino, Ninon (cf. aussi 14 janvier) ou Tina (cf. 14 février).
- Yann, Yan voire Jean (en lien avec le Santig Du alias Santik Du breton ci-avant).

## Traditions et superstitions

### Dictons
- « À la saint(e)-Ninon, décembre trop beau été dans l'eau. »
- « La sainte-Ninon, la rosée du matin fait l'âne cochon. »

### Astrologie
- Signe du zodiaque : 23e jour du serpentaire (ou sagittaire ?).

## Toponymie
- Les noms de plusieurs voies, places, sites ou édifices de pays ou régions francophones contiennent cette date sous diverses graphies : voir Quinze-Décembre .